# Yoshinao Nakada

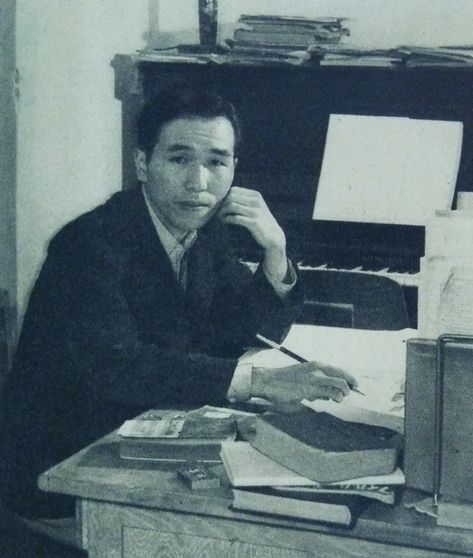
Yoshitaka Nakada (1952)

Yoshinao Nakada (japanisch 中田 喜直, Nakada Yoshinao; 1. August 1923 in Shibuya, Tokio – 3. Mai 2000) war ein japanischer Komponist und Musikpädagoge.

## Lebenslauf
Nakada war der dritte Sohn des Komponisten und Musikpädagogen Akira Nakada (1886–1931). Er studierte Klavier und Komposition an der Tokyo Music School (Tōkyō Ongaku Gakkō, heute: Tokyo University of the Arts) und schloss sein Studium 1943 ab. Er wurde unter anderen Komponisten in Japan durch das Komponieren von Liedern bekannt. Mit Natsu no Omoide (Erinnerungen des Sommers), Medaka No Gakko (Schule des Killifisch) und Chiisai Aki Mitsuketa (Ich fand einen kleinen Herbst) wurde er zu Beginn des Zweiten Weltkrieges ein wichtiger Komponist für dieses Genre. Von 1953 bis 2000 war er zunächst Dozent und später Professor oder emanierter Professor an der Ferris University (Feriesu Jogakuin Daigaku), einem Frauen-College in Yokohama.

## Kompositionen

### Werk für Orchester
- Natsu No Omoide (arrangiert von Takashi Hoshide)
- Yuki No Furu Machi o (arrangiert von Toshio Mashima)

### Kantaten
- A new mountains and rivers, Kantate für Bariton, Frauenchor und Orchester

### Vokalmusik

#### Chorwerke
- Afternoon in the garden, für gemischten Chor
- Ascension, Suite für gemischten Chor
- Butterfly, Suite für gemischten Chor
- City, Suite für gemischten Chor und Piano
- Composition of the sea, Suite für gemischten Chor
- Festival Evening, für gemischten Chor

#### Lieder
- 1949 Natsu no Omoide (Memories Of Summer), für Gesang und Piano – Text: Shoko Ema
- 1950 Medaka No Gakko (School of killifish), für Gesang und Piano – Text: Shigeru Chaki
- 1955 Chiisai aki mitsuketa (Found a Little Autumn), für Gesang und Piano – Text: Hachirō Satō
- Yuki No Furu Machiwo (A Walk Through The Town In The Snow), für Gesang und Piano
- Sakura Yokochô (Cherry Blossoms Lane), für Countertenor oder Sopran und Klavier
- Mother, für Gesang und Piano – Text: Shoko Ema
- Six Children's Songs, für Kinderstimmen (oder Sopran) und Piano
  1. Pram
  2. Crow
  3. Taanki Poonki
  4. Children of the Wind
  5. Silk Tree
  6. Good Night
- Six Children's Songs, für Sopran und Piano – Text: Misuzu Kaneko

### Kammermusik
- 1993 Japanese Autumn Song, für Flöte und Piano – Text: Hachiro Sato[1]

### Klavierstücke
- Four Seasons of Japan, für Piano (vierhändig)
- Light and Shadow, Suite für Piano
- Music, für 2 Pianos
- Paraphrase of Warship, für 2 Pianos
- Rainy night
- Sonate
- Variational Etude[2]
- Japanese Festival, 17 Stücke für Piano solo (jap. Original 1985, Nachdruck 2012: ISBN 978-1-894086-82-0)

### Filmmusik
- 1955 Utsukushiki haha (A Wonderful Mother)
- 1957 Kono futari ni sachi are auch bekannt als: Be Happy, These Two Lovers in Good Luck to These Two

## Bibliografie
- Takashi Ushiyama: You remind me of summer – Yoshinao Nakada biography, published by Shinchosha, 2009.